# تسزاری کوهارسکی
تسزاری کوهارسکی (لهستانی: Cezary Kucharski؛ زادهٔ ۱۷ فوریهٔ ۱۹۷۲) بازیکن فوتبال سابق اهل لهستان است.
وی همچنین در تیم ملی فوتبال لهستان بازی کرده و عضوی از تیم ملی این کشور در جام جهانی ۲۰۰۲ بود.
کوچارسکی بعد از بازنشستگی از فوتبال شرکت مدیریت ورزشی تأسیس کرد، همچنین او ایجنت چند بازیکن فوتبال همچون ستاره لهستانی روبرت لواندوفسکی است.